# Telmatoscopus odontostylis
Telmatoscopus odontostylis és una espècie d'insecte dípter pertanyent a la família dels psicòdids que es troba a Àfrica: Malawi.